# Sarfaraz Ahmed
Sarfaraz Ahmed (auch Sarfraz Ahmed, Urdu سرفراز احمد; * 22. Mai 1987 in Karatschi, Pakistan) ist ein pakistanischer Cricketspieler, der als Wicket-Keeper-Batsman pakistanischer Nationalspieler ist und ehemaliger Kapitän der pakistanischen Cricket-Nationalmannschaft in allen drei Spielformaten. Größter Erfolg als Kapitän war der Gewinn der ICC Champions Trophy 2017 im Juni 2017. Im März 2018 wurde Sarfraz Ahmed als jüngster Pakistaner mit der höchsten pakistanischen zivilen Auszeichnung, der Sitara-i-Imtiaz, geehrt.

## Kindheit und Ausbildung
Sarfraz wuchs in Karatschi auf und verbrachte gegen den ausdrücklichen Willen seines Vaters viel Zeit auf dem Cricketfeld. Zunächst betätigte er sich dort als Bowler, bevor er sich dem Wicket-Keeping zuwandte. Der Widerstand der Familie brach, als der für die U15 Jugendauswahl der Zone VI in Karatschi ausgewählt wurde. Seine Auftritte dort und in der nachfolgenden U17-Auswahl führten dazu, dass der Pakistan Cricket Club auf ihn aufmerksam wurde. 2004 scheiterte er bei der Vorauswahl für die U17-Nationalmannschaft Pakistans. Seine nachfolgenden Leistungen in der U19-Auswahl Karatschis führten jedoch dazu, dass er für die U19-Nationalmannschaft ausgewählt wurde.
Als Kapitän der U19-Nationalmannschaft gelang ihm mit dem Finalsieg gegen Indien und somit dem Gewinn des ICC U19-Cricket-Weltmeisterschaft 2006, der erste große Erfolg. Ebenfalls gelang ihm der Aufstieg ins First-Class-Team von Karatschi.

## Internationale Karriere

### Beginn der Karriere
Im November 2007 wurde Sarfraz als Backup für Kamran Akmal in die Nationalmannschaft berufen. Seinen ersten Auftritt hatte er beim fünften ODI bei der Tour in Indien. Seine Test-Karriere begann in der Saison 2009/10 als er bei der pakistanischen Tour in Australien beim dritten Test in Hobart eingesetzt wurde, nachdem Kamran Akmal zuvor schlechte Leistungen gezeigt hatte. Jedoch konnte er sich zunächst nicht für die Stamm-Mannschaft etablieren. Erst ab der Saison 2009/10 gelang es Sarfraz Ahmed sich durchzusetzen. So spielte er im November 2011 in der ODI-Serie bei der Tour gegen Sri-Lanka und in der nachfolgenden Serie gegen Bangladesch und im Asia Cup 2012. Grade letzteres wurde für seine Karriere als entscheidend angesehen, da er bisher als Schlagmann nicht überzeugen konnte und vor allem Adnan Akmal eine große Konkurrenz auf der Wicket-Keeper-Position. Es war letztendlich die Tour gegen Sri Lanka 2013/14, auf der er erstmals überzeugen konnte. Sein Durchbruch in allen drei Formen gelang 2014. Nachdem er innerhalb von drei Monaten sowohl in Sri Lanka, gegen Australien und gegen Neuseeland ein Test-Century erzielte (100 Runs in einem Innings) wurde er Stammspieler im Nationalteam. 2015 wurde Sarfraz in den Kader für den Cricket World Cup 2015 berufen, aber erst im fünften Spiel gegen Südafrika eingesetzt. Im Spiel gegen Irland erzielte er mit 101 (not out) seinen ersten ODI-Century und rechtfertigte damit seine Nominierung.

### Aufstieg zum Kapitän
Nach dem Turnier trat Misbah-ul-Haq als ODI-Kapitän zurück und Sarfraz rückte in das Amt des Vize-Kapitäns für die Limited-Overs-Formate auf. Während des ersten Test gegen Sri-Lanka in der Saison 2015 in Galle erzielte er als insgesamt siebter pakistanischer Wicketkeeper 1000 Runs. Allerdings wurde Sarfraz Ahmed nicht für die nachfolgenden Twenty20-Serie nominiert, was in den pakistanischen Medien und vom Verband stark kritisiert wurde. Kurz darauf wurde er als Kapitän der Twenty20-Mannschaft vorgeschlagen. Kurz darauf wurde er in das ICC Test Team of the Year 2015 gewählt. Nach dem für das pakistanische Team enttäuschend verlaufenden ICC World Twenty20 2016 in Indien wurde er als Ersatz für Shahid Afridi Kapitän des Twenty20-Teams. Diese füllte er erstmals bei der Tour in England in der Saison 2016 aus. Der Gewinn dort und auch der folgende Gewinn der Twenty20-Serie gegen die West Indies festigten seine Position im Team. Der nach der Niederlage in der im Winter folgenden ODI-Serie in Australien unter Druck geratenen Azhar Ali wurde kurz darauf durch Sarfraz als ODI-Kapitän ersetzt. Als Kapitän in beiden Limited-Overs-Formen konnte er das Team daraufhin in den West Indies zu erfolgen führen. Die große Bewährungsprobe folgte beim ICC Champions Trophy 2017 in England, bei dem er das Team mit einem Finalsieg gegen Indien zum Titel führte. Daraufhin wurde der, nachdem Misbah-ul-Haq sich von seinem Amt als Test-Kapitän zurückzog, zum Kapitän in allen drei Spielformen bestimmt. Nach der erfolgreich gestalteten Twenty20-Serie gegen eine Weltauswahl, übernahm der die neue Rolle erstmals bei der Tour gegen Sri Lanka. Sein dortiges Ausscheiden im zweiten Test leitete die erste „Heim“-Test-Tour-Niederlage für Pakistan seit sie zehn Jahren zuvor gegen Südafrika verloren hatten. Während der Tour wurde bekannt, dass der Weltverband ICC eine Untersuchung einleitete, als Sarfraz einen Korruptionsversuch nach dem dritten ODI der Serie meldete. Die folgende Saison gelangen dem Team unter seiner Leitung durchwachsene Ergebnisse. Vor allem das Ausscheiden der Mannschaft beim Asia Cup 2018 gegen Bangladesch wurde scharf kritisiert. In der Tour gegen Australien zum Beginn der Saison 2018/19 wurde er im zweiten Test zweimal verletzt. Zunächst wurde er am ersten Tag von einem Ball am Arm getroffen, konnte jedoch nach einer Behandlungspause den Tag zu Ende spielen. Am dritten Tag wurde er erneut, dieses Mal am Kopf getroffen. Nachdem er am folgenden Morgen über Kopfschmerzen klagte, wurde er ins Krankenhaus gebracht und das Team gewann den Test ohne ihn.
Im Jahr 2021 war er noch Teil des T20i und ODI Kaders, spielte jedoch nicht mehr regelmäßig. Auf den Posten des Test-Kapitäns folgte ihm zunächst Azhar Ali.

## Nationale Karriere
Nachdem Sarfraz zunächst für Karachi gespielt hatte, wechselte er 2007 zu Pakistan International Airlines. Mit ihnen gelang ihm der Gewinn des RBS Pentangular Cup 2008/09 und der Quaid-e-Azam Trophy 2011/12.
In der Pakistan Super League wurde Sarfraz von den Quetta Gladiators gedraftet und war in der Saison 2016 Kapitän der Mannschaft. Sarfraz Ahmed führte seine Mannschaft bis ins Finale, verlor jedoch dort gegen Islamabad United. In der Saison 2018 verlor das Team von Sarfraz im Finale gegen Peshawar Zalmi. In der dritten Ausgabe der PSL verlor sein Team wieder gegen Peshawar Zalmi in der K.O.-Phase.
In der Saison 2017 spielte er für Yorkshire im englischen Twenty20 Cup.

## Auszeichnungen
- Sitara-I-Imtiaz
- PCB's Outstanding Player of the year: 2017[29]
- PCB's Spirit of cricket award: 2018[30]